# Pirate Parties International

PPI signet

Officiellt registrerat piratparti
Aktivt, oregistrerat piratparti
Diskuteras inom PP-International
Inget piratparti

Pirate Parties International (PPI) är en internationell organisation som startades 2006 för att koordinera de europeiska Piratpartierna inför valet till EU-parlamentet 2009. Det officiella grundandet av organisationen skedde vid den tredje piratkongressen i Bryssel, i april 2010. PPI har sedan dess vidgats till en global organisation för piratpartier.  PPI har  2022 31 medlemspartier, men vill även vara ett stöd för piratpartier som inte är medlemmar i PPI. Svenska Piratpartiet är inte medlem i PPI.
Partier som är medlemmar i Pirate Parties International:
- Australien: Pirate Party Australia - PPAU[3]
- Belgien: Pirate Party Belgium[4]
- Brasilien: Partido Pirata do Brasil[5]
- Bulgarien: Piratska Partija/Пиратска Партия[6]
- Danmark: Piratpartiet[7][8]
- Finland: Piraattipuolue
- Frankrike: Parti Pirate - PP[9]
- Irland: Páirtí Foghlaithe na hÉireann[10]
- Italien: Partito Pirata Italiano[11]
- Kazakstan: Қазақстан Қарақшылар Партиясы / Пиратская Партия Казахстана[12]
- Luxemburg: Piratepartei Lëtzebuerg [13]
- Nederländerna: Piratenpartij Nederland[14]
- Portugal: Partido Pirata Português - PPP[15]
- Rumänien: Partidul Piraţilor[16]
- Ryssland: Пиратская Партия России - ППР[17]
- Schweiz: Piratenpartei Schweiz / Parti Pirate Suisse / Partito Pirata Svizzera - PPS[18]
- Serbien: Piratska Partija Srbije[19]
- Spanien: Partido Pirata - PIRATA[20]
- Storbritannien: Pirate Party UK - PPUK[21]
- Tjeckien: Česká pirátská strana - ČPS[22]
- Tyskland: Piratenpartei Deutschland - PIRATEN [23]
- Österrike: Piratenpartei Österreichs - PPÖ

Aktiva piratpartier som inte är medlemmar i PPI:
- Argentina: Partido Pirata Argentino - PPAR[24]
- Chile: Partido Pirata de Chile[25]
- Estland: Eesti Piraadipartei[26][27]
- Island:Píratapartýið
- Kanada: Pirate Party of Canada / Parti Pirate du Canada[28]
- Litauen: Piratų Partija[29]
- Mexiko: Partido Pirata Mexicano - PPMX[30]
- Nya Zeeland: Pirate Party of New Zealand - PPNZ[31]
- Polen: Partia Piratów - P[32]
- Slovakien: Slovenská pirátska strana[33]
- Slovenien: Piratska stranka Slovenije[34]
- Sverige: Piratpartiet - PP
- Turkiet: Korsan Partisi[35]
- Ukraina: Пиратская Партия Украины[36]
- USA: United States Pirate Party - USPP[37]